# Siconi

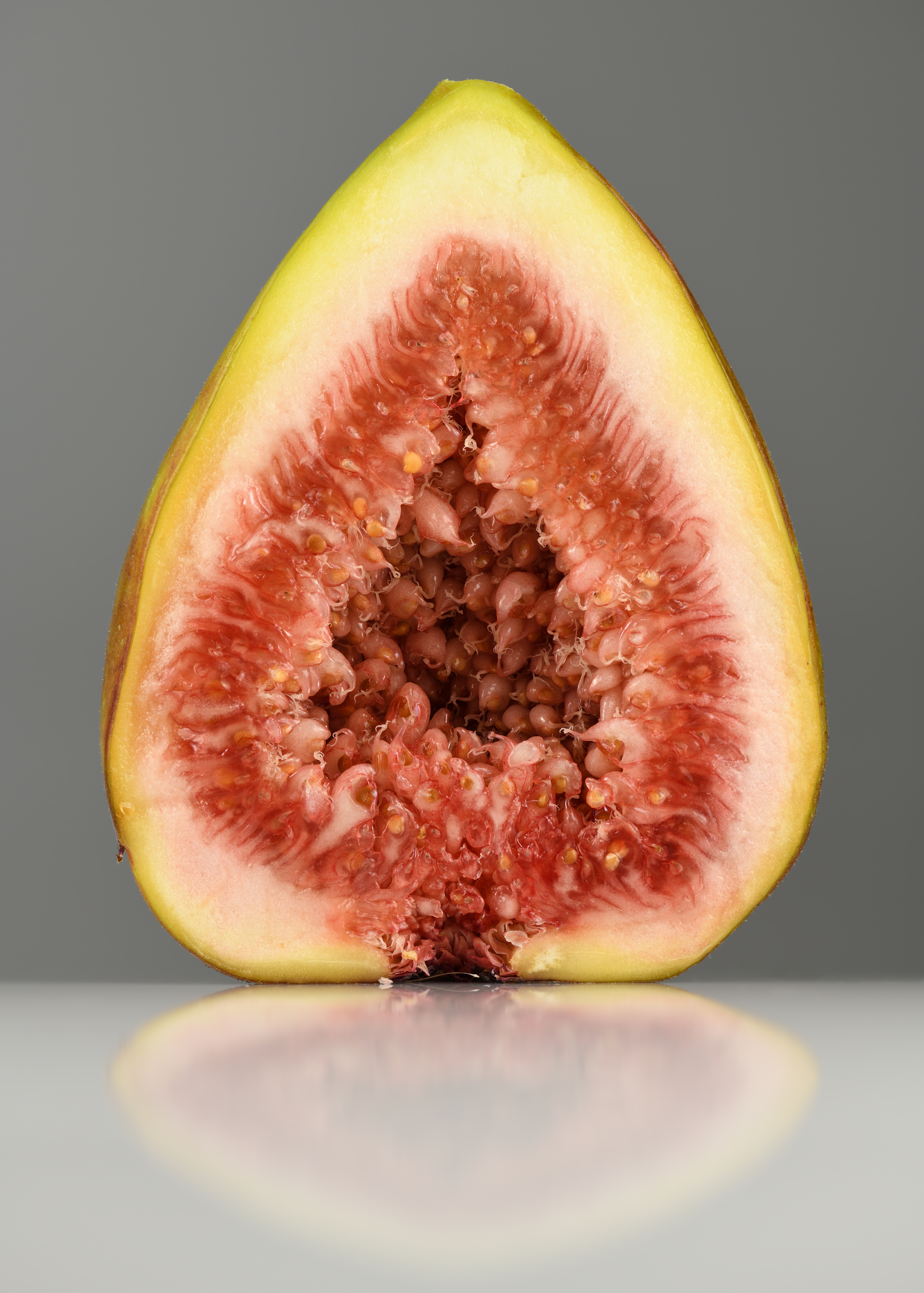
Siconi de figuera.

El siconi és una infructescència que s'ha format a partir d'una inflorescència, amb el receptacle piriforme o arrodonit, engruixit i carnós, buit a l'interior i amb una obertura a la part inferior (ostiol) guarnida de petits hipsofil·les que permet l'entrada de petits insectes responsables de la pol·linització. A les parets internes d'aquest receptacle hi són inserits els petits fruits en forma d'aquenis. N'és un exemple de siconi la figa pròpia de la figuera i altres plantes del gènere Ficus.